# Tamás Szalai (astronome)
Dans le nom hongrois Szalai Tamás, le nom de famille précède le prénom, mais cet article utilise l’ordre habituel en français Tamás Szalai, où le prénom précède le nom.
Pour les articles homonymes, voir Tamás Szalai.
Tamás Szalai, né en 1985 à Sopron, est un astronome hongrois.
Il est diplômé en astronomie en 2008 de l'Université de Szeged, et devient chercheur au sein de cet institut à la suite de son doctorat en 2013.
Le Centre des planètes mineures le crédite de la découverte de 11 astéroïdes, effectuée entre 2004 et 2016, dont 9 avec la collaboration de Krisztián Sárneczky.
| (157141) Sopron           | 6 août 2004  |
| (250526) Steinerzsuzsanna | 11 août 2004 |